# Frontera entre Itàlia i San Marino
La frontera entre Itàlia i San Marino és la frontera internacional entre San Marino i Itàlia, estat membre de la Unió Europea i de l'Espai Schengen. No ha estat modificada des de 1463, quan va acabar la Guerra sanmarinesa entre San Marino i els Malatesta de Rímini. Gràcies als tractats entre Itàlia i San Marino, a la frontera no hi ha controls duaners, ja que San Marino està inclòs a la zona duanera italiana.

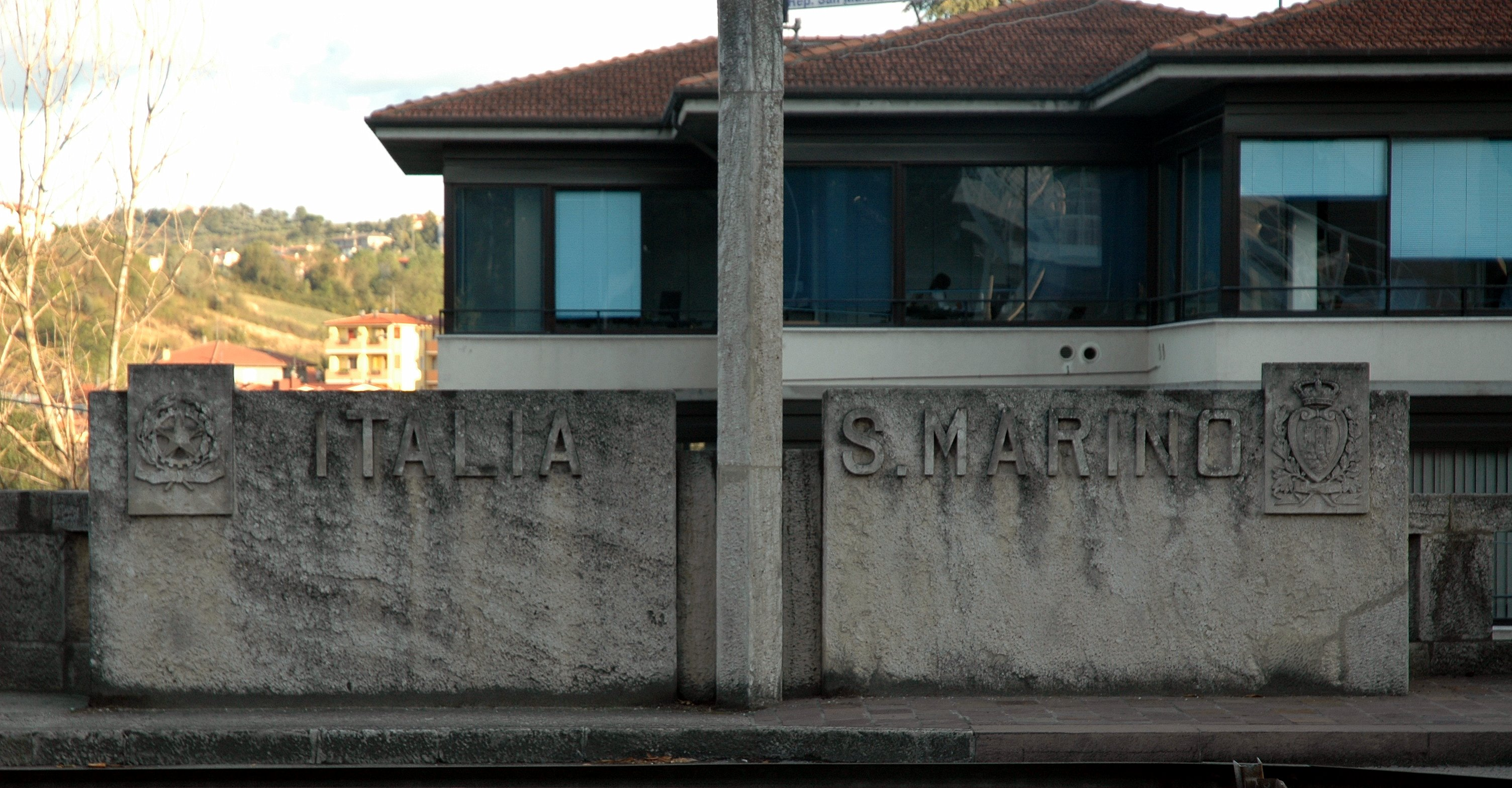
Frontera entre Itàlia i San Marino

## Traçat
San Marino forma un enclavament dins de la República italiana (una característica fronterera que només és compartida amb les fronteres del Vaticà i Lesotho). Des del punt de vista administratiu, tots els castelli de San Marino són fronterers amb Itàlia. El país és fronterer amb dues regions italianes: l'Emília-Romanya (província de Rímini) a l'oest, al nord i a l'est, i les Marques (província de Pesaro i Urbino) al sud. La frontera divideix la vall del riu San Marino tributari del Marecchia entre els dos estats, llavors la frontera estatal divideix la vall de l'Ausa entre Dogana (curazia fr Serravalle) i Cerasolo (fracció de Coriano). A continuació, la frontera estatal divideix la vall alta del Marano prop del castell de Faetano entre la riba oest (sammarinesa) i l'est (italiana).
La frontera és controlada a la part sanmarinesa per la Guardia di Rocca, mentre la Guardia di Finanza es troba sovint prop de la frontera entre Dogana i Cerasolo per reprimir l'evasió fiscal.

## Duana i pas

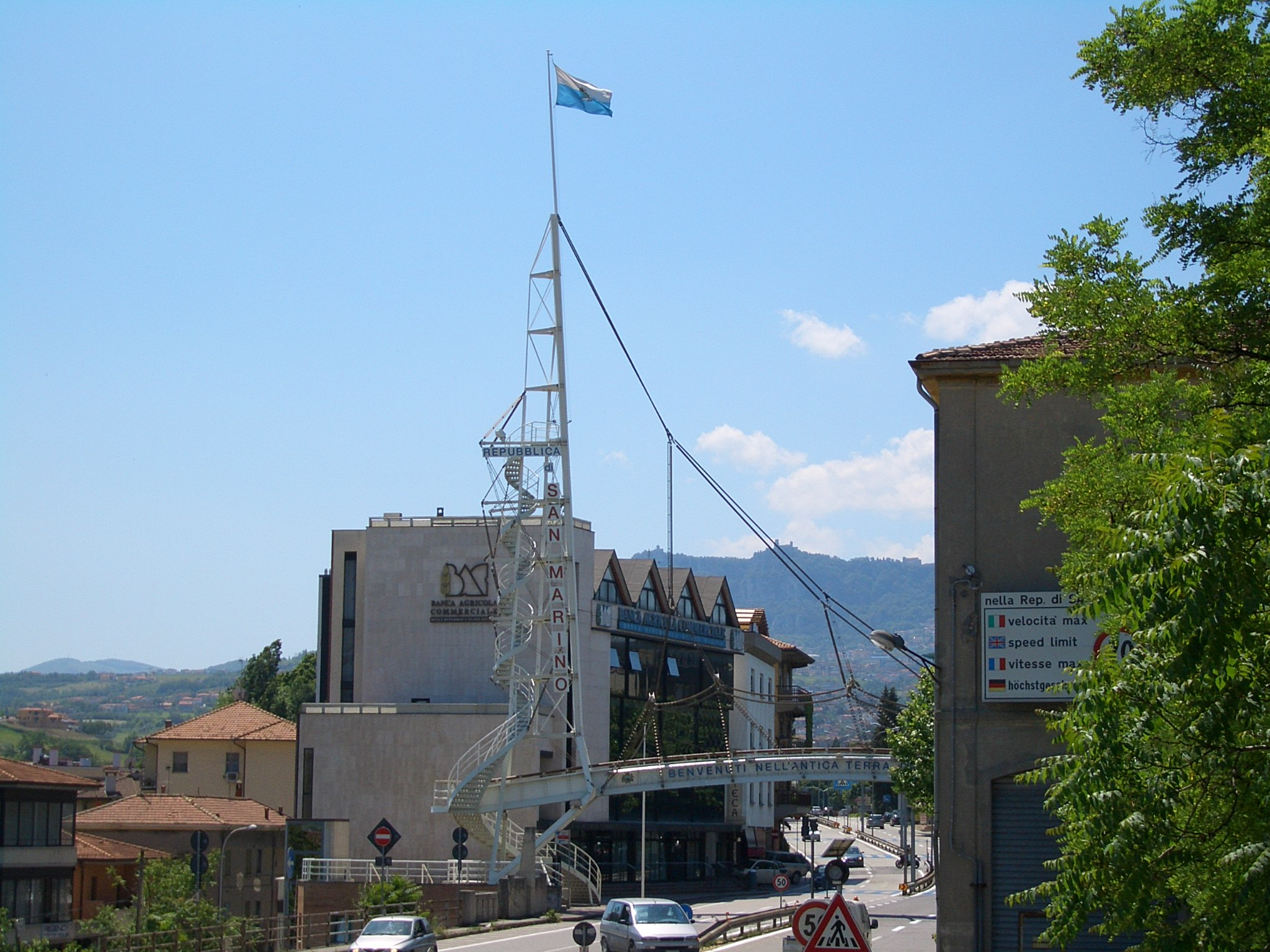
Vista de l'entrada a San Marino des de Dogana.

Hi ha tres carreteres principals que permeten travessar la frontera:
- al nord-est, entre Dogana (Serravalle) i Cerasolo (Coriano) ;
- al nord-oest, entre Gualdicciolo (Acquaviva) i Torello (San Leo) ;
- al sud, entre Fiorentino i Montelicciano.

## Història

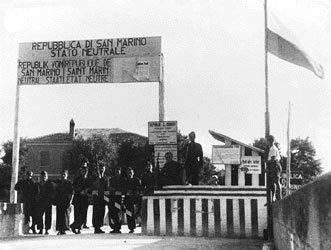
La frontera durant la Segona Guerra Mundial. tot i envoltat per la Itàlia Feixista, San Marino es va proclamar neutral

L'origen de San Marino es va establir al segle iv. Cap al començament de segle xiii San Marino s'havia convertit totalment en una república, San Marino va procedir en dues vegades a la compra de castells veïns. A partir de la segona meitat del segle xiii la República de Rímini sota el domini de la família Malatesta va tractar de prendre el control de San Marino. Aquest conflicte va continuar fins 1463, quan el papa Pius II va atribuir a San Marino els senyorius de Fiorentino, Montegiardino i Serravalle. En 1464 Faetano es va integrar voluntàriament en la república.
A part d'una breu invasió de Cèsar Borgia en 1503 i un per Julio Alberoni en 1739, les fronteres de San Marino no han estat qüestionades a partir d'aquesta data. Es van mantenir en 1797 després de la invasió francesa d'Itàlia i en 1815, després del Congrés de Viena. Romanen sense canvis després de la unificació d'Itàlia: San Marino és un enclavament del nou país italià des de 1861.